# Селец (Мстиславский район)
Селец (бел. Сяле́ц) — агрогородок в Мстиславском районе Могилёвской области Республики Беларусь, на реке Чёрная Натопа. Входит в состав Красногорского сельсовета. Находится в 16 километрах южнее Мстиславля, в 16 километрах от железнодорожной станции Кричев, на автомобильной дороге Мстиславль — Кричев. Население по состоянию на 2009 год — 513 человек.

## История
Согласно письменным источникам деревня известна с начала XIX века. Однако местность была заселена в более древние времена, о чём свидетельствует курганный могильник (2 насыпи), расположенный на правом берегу Чёрной Натопы. К тому же с XV века в Ануфриево (ныне в составе Сельца) действовал Свято-Онуфриевский монастырь, по преданию основанный Лугвением Ольгердовичем.
По состоянию на 1811 год, Селец входил в состав в Чериковского уезда Могилевской губернии и находился в церковной собственности. В 1878 году при монастыре открыли церковно-приходскую школу. В 1885 году — в Кашанской волости Чериковского уезда. Кроме земледелия, часть населения занималась столярным и портняжным промыслами. По итогам переписи 1897 года, Селец находился в Молятичской волости Чериковского уезда Могилевской губернии, при почтовом тракте Кричев-Мстиславль; действовала кузница.
В 1919—1924 годах Селец входил в состав Смоленской губернии РСФСР. В результате первого расширения БССР 17 июля 1924 года Селец был передан БССР. В 1925 году основано сельскохозяйственное общество, открыта рабочая школа первой степени, в которой в 1926 году было 90 учеников. В 1929 году организованы колхозы «Красный Селец» и «Красный пулеметчик», которые затем объединились в колхоз имени Ворошилова. С 20 февраля 1938 года Селец находится в составе Могилевской области.
Во время Великой Отечественной войны с 14 июля 1941 по 29 сентября 1943 года деревня находилась под немецкой оккупацией, в результате чего была сожжена. В память о 331 погибшем жителе в 1975 году была поставлена стела.
После войны деревня была восстановлена. С 16 сентября 1963 года по 2017 год Селец был центром Селецкого сельсовета. В 1967 году к поселению были присоединены две соседние деревни: Ануфриево и Селец-Головчицы. По сведениям 1990 года, в Сельце работали колхоз имени Чапаева (специализировался на мясомолочном животноводстве и выращивании льна, имел 4483 гектара сельхозугодий), детский сад-ясли, средняя школа, библиотека, дом культуры, торговый центр, столовая, фельдшерско-акушерский пункт, отделение связи, комплексный приемный пункт обслуживания населения, автоматическая телефонная станция и ветеринарный участок.
По состоянию на 2007 год в Сельце действовали детский сад-ясли, Сельскохозяйственный производственный кооператив имени Чапаева, средняя школа, библиотека, дом культуры, магазин, фельдшерско-акушерский пункт, отделение связи, комплексный приемный пункт обслуживания населения, филиал Мстиславского УКП «Бытуслуги». Агрогородок застраивается по генеральному плану 1973 года, разработанному Могилевским филиалом Института «Белгоспроект».

## Население
- 1811 год — 108 жителей, 47 дворов;
- 1885 год — 738 жителей, 85 дворов;
- 1897 год — 967 жителей, 137 дворов.[2]
- 1909 год — 1187 жителей, 190 дворов;
- 1990 год — 694 жителя, 282 двора.
- 2002 год — 596 жителей[4], 275 дворов;
- 2007 год — 525 жителей, 240 дворов;
- 2009 год — 513 жителей.

## Достопримечательность
- Свято-Ануфриевская церковь (XVIII век, 1825) —  Историко-культурная ценность Республики Беларусь, шифр 512Г000518.
- Курганный могильник (IX—XII вв.) —  Историко-культурная ценность Республики Беларусь, шифр 513В000961.
- Памятник погибшим землякам.
- Водяная мельница (середина XX века, дерево).

## Известные уроженцы
- Виктор Макарович Ильин (1930 г.р.) — белорусский ученый в области теоретической и прикладной электротехники, почетный ректор Белорусского государственного университета информатики и радиоэлектроники.